# Spoorlijn Randers - Grenaa
De spoorlijn Randers - Grenaa (Deens: Grenaabanen) is een lokale spoorlijn tussen Randers en Grenaa van het schiereiland Jutland in Denemarken.

## Geschiedenis
De lijn, van Randers via Ryomgård naar Grenaa werd op 26 augustus 1876 in gebruik genomen door de Østjyske Jernbane (ØJJ). Ruim een jaar later, op 1 december 1877, volgde de lijn Århus - Ryomgård. Aanvankelijk werden voor beide lijnen twee afzonderlijke spoorwegmaatschappijen opgericht, Randers-Grenå Jernbaneselskab en Aarhus-Ryomgård Jernbaneselskab. Reeds voor de opening van beide spoorlijnen fuseerden deze twee maatschappijen tot de Østjyske Jernbane (ØJJ).
Wegens slechte resultaten besloot de regering om de lijn door de staat te laten overnemen. Vanaf 1 april 1881 voerde de ØJJ de exploitatie in opdracht van de staat uit en per 1 oktober 1881 werd de exploitatie overgenomen door de Jysk-Fynske Jernbaner (JFJ), de staatsspoorwegen van Jutland en Funen, die in 1885 met de Sjællandske Jernbane Selskab (SJS) op ging in de Danske Statsbaner (DSB).
Per 2 mei 1971 werd het reizigersverkeer tussen Randers en Ryomgård gestaakt, waarna dit lijngedeelte nog tot 1993 in gebruik bleef voor het goederenverkeer.